# Phòng khách gia đình Chopin

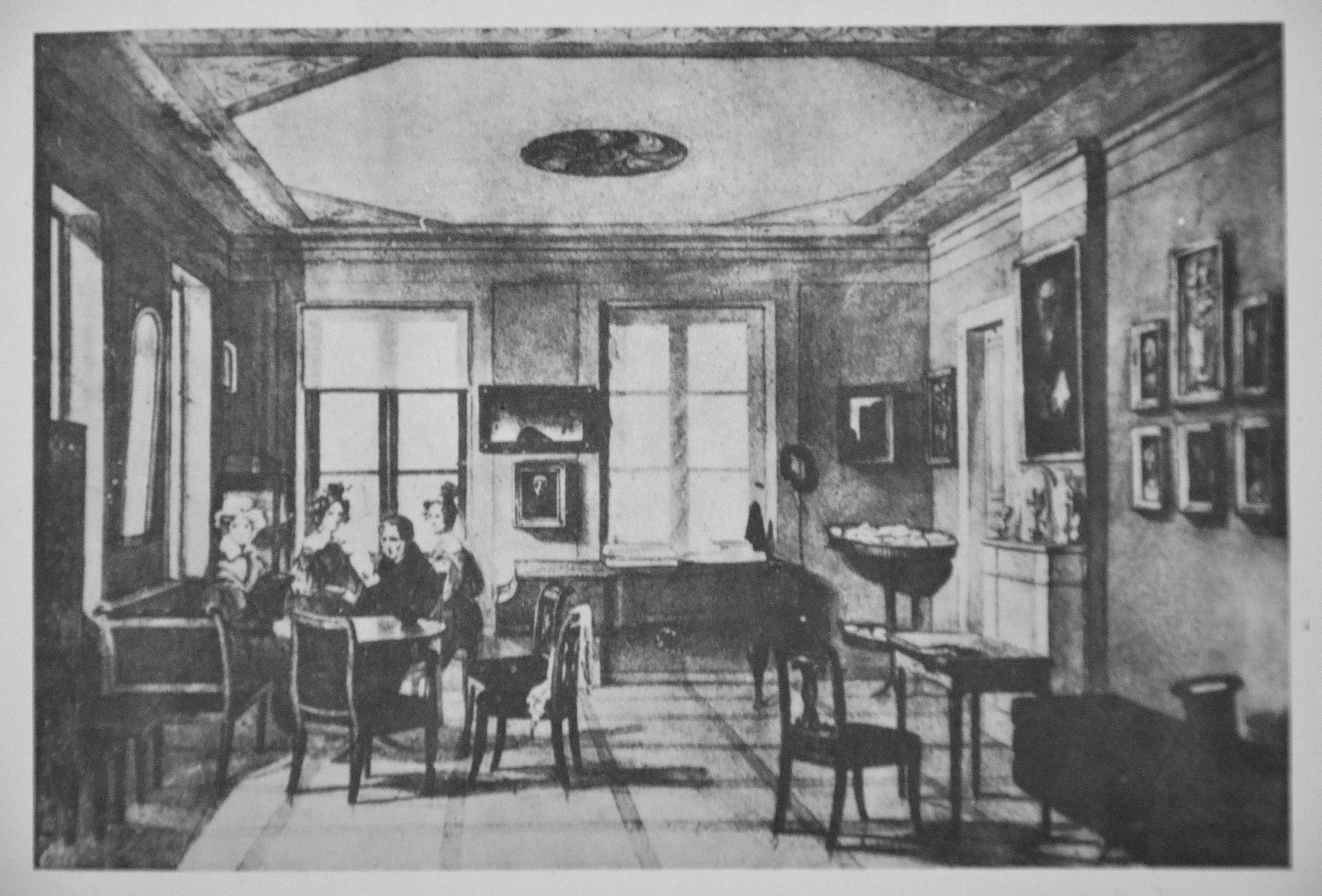
Một căn phòng trong căn hộ của Chopins trên Krakowskie Przingmieście, bởi Antoni Kolberg, 1832

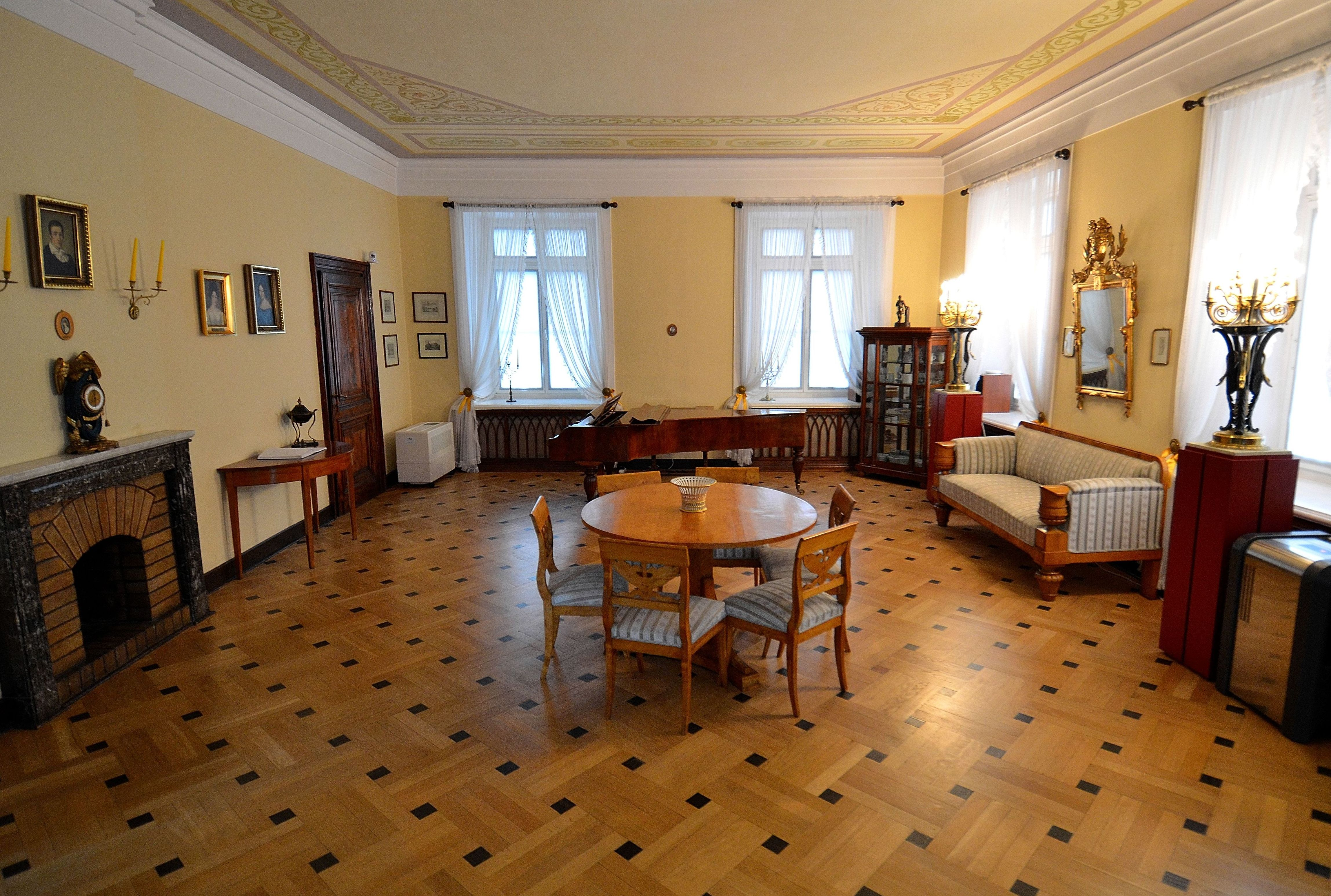
Phòng khách của gia đình Chopin

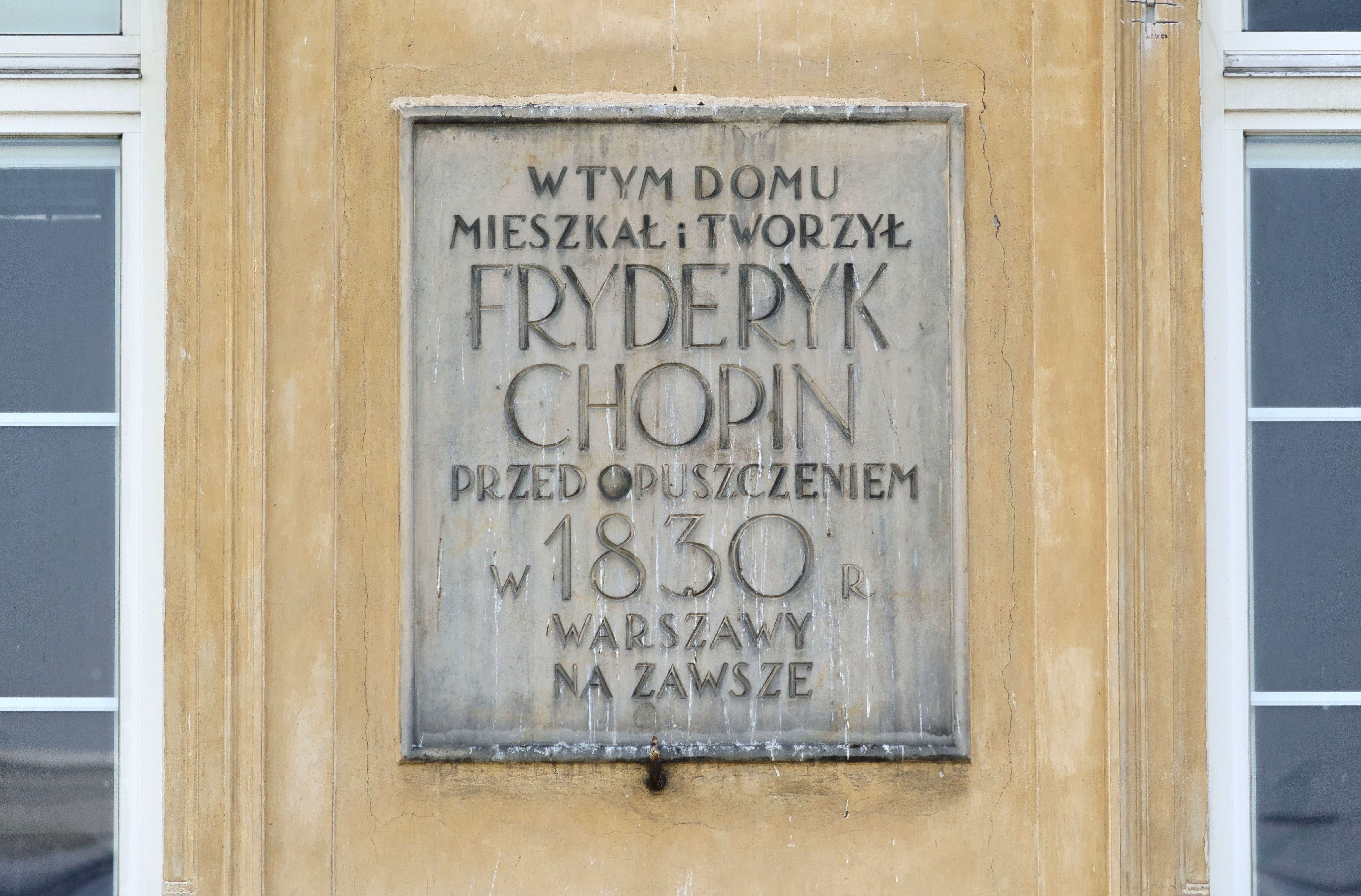
Tấm bản trên căn hộ Chopin

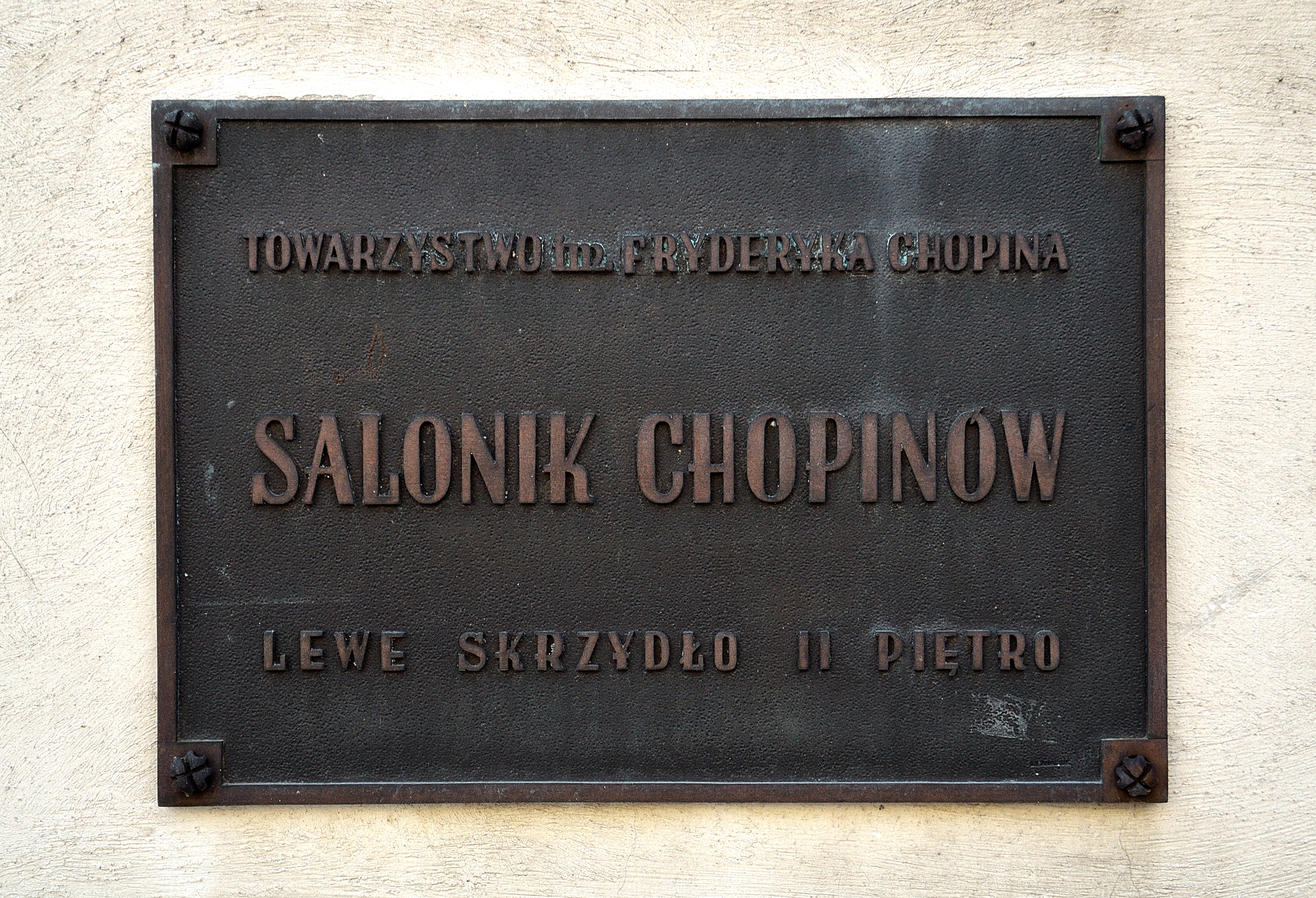
Tấm gần lối vào Sở đồ họa

Phòng khách gia đình Chopin (tiếng Ba Lan: Salonik Chopinów) là một chi nhánh của Bảo tàng Fryderyk Chopin. Nó nằm ở phụ lục phía nam của Cung điện Czapski tại số 5 Krakowskie Przingmieście ở Warsaw, Ba Lan. Đó là căn phòng lớn nhất của căn hộ gia đình Chopin trước đây, nơi Frédéric Chopin sống cùng bố mẹ và chị gái cho đến khi ông rời Ba Lan vào năm 1830.
Bảo tàng đã đóng cửa vào năm 2014.

## Lịch sử
Gia đình Chopin chuyển đến Cung điện Czapski (lúc đó gọi là Cung điện Krasni) từ một tòa nhà của Đại học Warsaw, bên kia đường, vào tháng 6 năm 1827, chỉ vài tuần sau cái chết của em gái út của Frédéric, Emilia. Cái chết của cô là lý do cho sự chuyển nhà, vì gia đình khó ở trong căn hộ đã chứng kiến sự suy tàn và cái chết của đứa con mình.
Căn hộ mới bao gồm hai tầng. Gia đình sống trong một căn hộ tầng hai rộng lớn, và khu nhà ở phục vụ như một nhà trọ cho nam sinh viên. Sau này được điều hành bởi cha của Frédéric, Nicolas Chopin. Trong một lá thư gửi cho người bạn Tytus Wojciechowski ngày 27 tháng 12 năm 1828, Frédéric đã đề cập rằng một trong những phòng nội trú cũ đã được biến thành một nơi nghiên cứu của ông. Nó chỉ chứa một cái bàn và một cây đàn piano; nó đã không được xây dựng lại.
Chính tại Cung điện Czapski (Krasnoyi), Frédéric Chopin đã sáng tác và lần đầu tiên chơi cho gia đình và bạn bè một số tác phẩm đầu tiên quan trọng nhất của ông, trong đó có hòa tấu dương cầm bản piano concerto số 1 giọng mi E thứ, op. 11, và Bản hòa tấu piano số 2 tone F thứ, Op. 21. Những vị khách thường xuyên đến đây bao gồm Józef Elsner, Samuel Linde, Juliusz Kolberg, Kajetan Koźmian, Julian Ursyn Niemcewicz và Stefan Witwicki.
Vào ngày 2 tháng 11 năm 1930, một tấm bia kỷ niệm đã được dựng lên giữa các cửa sổ của tầng thứ hai (nhìn từ phía Krakowskie Przingmieście). Dòng chữ bằng tiếng Ba Lan có nội dung:
Frédéric Chopin đã sống và sáng tác trong ngôi nhà này trước khi ông rời Warsaw mãi mãi vào năm 1830.
Cung điện Czapski đã bị phá hủy trong Thế chiến II và đã được xây dựng lại vào năm 1948-59.

## Triển lãm
Bảo tàng nhỏ chỉ chiếm một phòng trên tầng hai của tòa nhà thuộc Khoa Đồ họa của Học viện Mỹ thuật Warsaw. Nội thất được thiết kế bởi Barbara Brukalska, dựa trên bản vẽ năm 1832 của Antoni Kolberg. Không có đồ đạc ban đầu của căn hộ còn tồn tại.
Triển lãm bao gồm:
- Một cây đàn piano, được lắp đặt vào nửa đầu thế kỷ 19 tại Warsaw bởi Fryderyk Buchholtz, thuộc về Franz Liszt;
- Và đàn piano Pleyel thẳng đứng, được lắp đặt tại Paris năm 1855;
- Một bàn thư ký của Đế chế được xây dựng vào khoảng năm 1810-20 (từ bộ sưu tập của Krystyna Gołębiewska, cháu gái lớn của chị gái Frédéric Chopin, Ludwika Jedrzejewicz; và
- Một chiếc bàn bạch dương tròn kiểu Quyền lực, bộ ghế, ghế sofa và gương có khung bằng vàng.

Có những bản sao chân dung của các thành viên trong gia đình Chopin, cũng như hai bức biếm họa được vẽ bởi Chopin và những bức tranh về Warsaw vào thế kỷ 19. Ngoài ra ở đây còn có một lò sưởi.
Bảo tàng được khai trương vào tháng 2 năm 1960, trong lễ kỷ niệm Năm Chopin. Nó đã bị đóng cửa bởi Học viện Mỹ thuật Warsaw vào năm 2014.